# Lauritz Wigand-Larsen
Lauritz Wigand-Larsen (født 24. august 1895 i Bergen, død 4. juni 1951 smst) var en norsk gymnast, som deltog i OL 1920 i Antwerpen.
Ved OL 1920 i Antwerpen var han med på det norske hold i holdkonkurrencen i fri stil. Her vandt nordmændene sølv med 48,55 point, mens Danmark vandt guld med 51,35 point. Kun de to hold deltog i konkurrencen.